# Моролаке Акіносун
Моролаке Акіносун (англ. Morolake Akinosun, нар. 17 травня 1994) — американська легкоатлетка нігерійського походження, яка спеціалізується в спринті, олімпійська чемпіонка, чемпіонка світу, чемпіонка Панамериканських ігор.
Моролаке походить із народу Йоруба.
Золоту олімпійську медаль та звання олімпійської чемпіонки Акіносун виборола на Олімпіаді 2016 року в Ріо-де-Жанейро в складі естафетної команди США 4×100 метрів. Вона бігла у попередньому забігу, проте не брала участі в фіналі, де її замінила Торі Бові.
Золоту медаль чемпіонки світу Акіносун виборола в естафеті 4×100 метрів на лондонському чемпіонаті світу 2017 року, де бігла на третьому етапі як в попередньому забігові, так і в фіналі.
На чемпіонаті світу-2019 здобула «бронзу» в естафеті 4×100 метрів.